# Vietnamska vojna
Vietnamska vojna (znana tudi kot druga indokitajska vojna) je bil vojaški spopad med Severnim Vietnamom na eni strani ter ZDA in Južnim Vietnamom na drugi strani, ki je potekal na ozemljih današnjega Vietnama, Laosa in Kambodže. Spopad se je začel 1. novembra 1955 po prvi indokitajski vojni in je trajal vse do 30. aprila 1975, ko je padel Saigon. Vojna je nastala kot posledica političnih in vojaških razmer med hladno vojno, v kateri si je komunistični Severni Vietnam želel priključiti kapitalistični Južni Vietnam, ki je bil pod političnim in vojaškim vplivom ZDA.
Prvi spopadi so se začeli proti koncu 1950-ih, v začetku 1960-ih pa so ti postali vedno bolj pogosti, zato so ZDA v Južni Vietnam poslale t. i. vojaške opazovalce in svetovalce. Število teh se je nato vsako leto potrojilo, dokler ZDA leta 1965 v Južni Vietnam niso poslale bojne enote. Boji s severnovietnamsko vojsko in Việt Congom so se nato iz obmejnih območij razširili v notranjost države, vse dokler leta 1968 niso dosegli vrhunca v Tet ofenzivi. Leta 1973 je bil v Parizu podpisano premirje, po katerem so se Američani umaknili iz Vietnama. Vendar pa mir ni trajal dolgo; po enoletnem relativnem zatišju se je vojna ponovno začela, kjer se je končala, le da tokrat Južni Vietnam ni imel več pomoči ZDA. Zadnje dejanje vietnamske vojne je bil padec Saigona aprila 1975, s čimer se je spopad po dvajsetih letih dokončno končal. V vojni je umrlo prek 1,4 milijona vojaških oseb, od katerih je bilo približno 6 % pripadnikov Oboroženih sil ZDA. Ocene civilnih žrtev vojne se gibljejo od 2 do 5,1 milijonov.
Vietnamska vojna je bila tudi prva vojna, ki je bila medijsko dobro pokrita, kar je povzročila tudi odzive javnosti po vsem svetu.

## Predhodno dogajanje
Francosko osvajanje takratnega Indokitajskega polotoka (Laos, Kambodža, Vietnam), se je začelo leta 1850 v t. i. zlati dobi kolonializma, zaključilo pa leta 1884 s popolno francosko nadvlado nad omenjenim ozemljem. Tako kot v vseh francoskih kolonijah je tudi v Francoski Indokini vladala trda kolonialna roka, ki se je neprestano bala ljudske vstaje, saj ljudje niso podpirali kolonialne politike. Posledica tega odpora so bila številna politična in nepolitična gibanja, ki so v koloniji želela doseči spremembe. Nekatera so bila pri tem bolj, druga spet manj uspešna. Od vseh je še najbolj izstopal Việt Minh, ki je bil pod nadzorom vietnamske komunistične partije in se je financiral preko Kitajske in ZDA.
Med drugo svetovno vojno so Francosko Indokino zasedli Japonci, ki so se izkazali kot še slabši okupatorji od Francozov. V letih 1944 in 1945 je v deželi zaradi vojne in prekomernega izkoriščanja izbruhnila lakota, privrženci Vietminha so napadli in zavzeli skladišča s hrano. Le-to pa so nato razdelili med ljudi, s čimer so postali izredno priljubljeni. Po koncu vojne in odhodu Japoncev je v deželi nastal politični vakuum, ki ga je izkoristil Việt Minh in ob večinski podpori ljudstva prevzel oblast. Organizaciji se je priključilo tudi okoli 600 japonskih častnikov in vojakov, ki so izurili in opremili novo vietnamsko vojsko. 2, septembra 1945 je Ho Ši Minh, voditelj Việt Minha, razglasil neodvisno Demokratično republiko Vietnam. Od zaveznikov je ni nihče priznal, saj so bili vsi mnenja, da Indokina pripada Franciji. Da bi preprečili nadaljnje odcepitvene težnje, je bilo treba na Indokitajski polotok nemudoma poslati vojake, ker pa Francozi v tistem trenutku niso imeli dosti vojakov, da bi to izvedli, so se zavezniki dogovorili, da sever države zasedejo kitajske čete, jug pa britanske. Kljub temu je zasedba potekala počasi, tako da je vse niti pri vodenju države v rokah držal Việt Minh. Francozi so v Hanoj prišli šele marca 1946, pri tem pa so iz njega izgnali vlado Việt Minha. Začela so se pogajanja o mirni predaji oblasti novi vietnamski vladi. Francozi nove oblasti niso priznali, zato Viet Minhu ni preostalo drugega, kot da začne vojno proti okupatorju.
12. decembra 1946 je tako izbruhnila prva indokitajska vojna. Vojna se je sprva začela z manjšimi napadi na različna predstavništva francoske kolonialne oblasti. Napadi so bili redki in omejeni, saj je Vietnamcem kronično primanjkovala orožja. Z razmahom hladne vojne pa so se stvari korenito spremenile. Leta 1950 je Kitajska kot prva država na svetu priznala Demokratično republiko Vietnam, s čimer je Việt Minh dobil svojega prvega zaveznika. V Vietnam je tako začelo prihajati najrazličnejše orožje in kitajski vojaški svetovalci, boji pa so se razširili še na Laos in Kambodžo. V nekaj mesecih se je majhna gverilska vojska Việt Minha spremenila v dobro organizirano redno vojsko. Zahod je v strahu pred širjenjem komunizma v Sajgonu razglasil marionetno državo Vietnam. Francozi razmeram niso bili več dorasli, zato so ZDA prosili za pomoč, ki je na koncu pokrila kar 80 % celotnih stroškov vojne. Vendar to ni kaj dosti pomagalo. Francozi so izgubljali bitko za bitko, uspehi so bili redki, sovražnik pa je v večini primerov izginil v tropskih gozdovih in ga ni bilo moč izslediti. Do preobrata je prišlo maja 1954, ko je vietnamska vojska zasedla Dien Bien Pho in pri tem zajela okoli 12.000 francoskih vojakov. Francoska kolonialna vojska in uprava sta bili razbiti in demoralizirani ter brez podpore lokalnega prebivalstva, zato je bilo na mirovnih pogajanjih v Ženevi sklenjeno, da se Vietnamu, Kambodži in Laosu podeli neodvisnost. Vojna se je uradno zaključila 1. avgusta 1954.
Vietnam je bil v skladu z dogovorom iz Ženeve razdeljen na dva dela, severni del t. i. Demokratična republika Vietnam (Severni Vietnam), ki je bil pod nadzorom komunističnih držav in južni del t. i. državo Vietnam (Južni Vietnam), ki je bila pod nadzorom kapitalističnih držav, predvsem ZDA. Meja je med novima državama je bila začrtana po 17. vzporedniku. Zadnji francoski vojaki so Vietnam zapustili aprila 1956. V obeh državah je nato zavladala diktatura, v Severnem Vietnamu je bil na oblasti Ho Ši Minh, začetnik boja proti francoski oblasti, v južnem Vietnamu pa Ngo Dinh Diem, nekdanji kolonialni notranji minister Francoske Indokine. Severni Vietnam se nikoli ni sprijaznil z razdelitvijo države, zato je neprestano ponavljal, da bo prišel čas, ko se bosta državi ponovno združili. 26. oktobra 1955 se je država Vietnam preimenovala v Republiko Vietnam.

## Začetek novega konflikta
Diem je bil katolik in zaprisežen protikomunist, po bolj ali manj nasilnem prevzemu oblasti je v Južnem Vietnamu aretiral in dal usmrtiti več tisoč komunistov in ostalih političnih nasprotnikov. Viet Cong, (vojaško-politična organizacija, ki se je borila za osvoboditev Južnega Vietnama izpod kapitalistične oblasti ter za združitev s Severnim Vietnamom) najmočnejša opozicija njegovemu režimu, pa je bila prepovedana. Številni njegovi nasprotniki (predvsem komunisti) so pobegnili v gozdove in ob izdatni podpori Severnega Vietnama organizirali odpor, s čimer se je počasi vendar vztrajno začela t. i. druga indokitajska vojna, bolj znana kot vietnamska vojna.
Sprva so bili boji med vladno vojsko in Viet Congom redki in omejeni na posamezne pokrajine, vse to pa se je spremenilo januarja 1959, ko je centralni komite v Severnem Vietnamu sprejel tajno resolucijo, v kateri je podprl oborožen odpor. Viet Cong je tako dobil potrditev, da lahko v Južnem Vietnamu začne izvajati večje vojaške operacije. Sočasno s to potrditvijo se je odprla tudi znamenita Ho Ši Minhova pot, preko katere je Severni Vietnam oskrboval Viet Cong z opremo in orožjem.
Medtem ko je bil Viet Cong relativno dobro opremljen, motiviran in voden, je južno vietnamska vojska pokala po vseh šivih. Korupcija je bila povsod, poveljniškega kadra je bilo malo, pa še ta je bil nesposoben. Napredovanja so potekala na podlagi političnih točk ter zvez in poznanstev. Vojaki so bili slabo plačani in popolnoma nemotivirani, poleg tega je bilo v vojski veliko komunističnih simpatizerjev, kar je še dodatno oteževalo boj proti upornikom. Tega se je Diem dobro zavedal, zato je v boju proti komunistom potreboval zaveznika, in to so bile ZDA, največji nasprotnik komunizma.

## Amerika priskoči na pomoč
Med hladno vojno so bile ZDA prva in zadnja bojna črta proti komunizmu. Zanjo so bila še posebej kritična 50. in 60. leta. Korejska vojna je v 50. letih dodobra obremenila ameriško vojsko (in jo še danes), nič boljša niso bila 60. leta, saj je spodletela intervencija na Kubi in Laosu, Rusi pa so kljub ostremu nasprotovanju zahoda zgradili berlinski zid. Nič bolje ni kazalo z Vietnamom, zato je bilo treba nujno posredovati. Vendar se Američani pri tem niso hoteli prenagliti. Lyndon Johnson in predsednik John F. Kennedy sta sicer zelo cenila požrtvovalni protikomunistični boj Diema, vendar je bil Kennedy kljub temu mnenja, da si mora Južni Vietnam sam priboriti zmago. V zameno pa mu je pomagali z orožjem in denarjem, v državo pa je poslal tudi več tisoč pripadnikov ameriškega vojaškega osebja, ki naj bi južnovietnamski vojski pomagalo zmagati v vojni. Med letoma 1961 in 1963 se je število ameriškega osebja iz 900 pripadnikov dvignilo na 16.000. Kako (ne)učinkovita je bila ta pomoč, se je izkazalo 2. januarja 1963, ko je 350 pripadnikov Viet Conga porazilo 1400-glavo vietnamsko vojsko.

### Zarota proti Diamu
Zaradi številnih neuspehov v politiki in na bojišču je ameriška obveščevalna služba začela dvomiti o sposobnosti Diema, da lahko v državi premaga komunizem, obstajala pa je tudi velika možnost, da bo za voljo lastne oblasti sklenil pakt s Ho Ši Minhom. Poleg tega je v državi prihajalo do številnih verskih nasprotij, ki so se v imenu boja proti komunizmu končala z več sto mrtvimi civilisti. Zato so ZDA sredi leta 1963 začele resno razmišljati o zamenjavi oblasti v Južnem Vietnamu. Ravnanju Diama so začeli nasprotovati tudi njegovi generali, na koncu so nesoglasja šla tako daleč, da so začeli pripravljati državni udar. Do njihovih namer se je dokopala ameriška CIA, ki je v nasprotju s pričakovanji njihovo ravnanje celo materialno in denarno podprla. Do udara je prišlo 1. novembra 1963, v njem so udarniki z minimalnimi žrtvami zajeli pripadnike osovraženega režima, med katerimi sta bila tudi Diem in njegov brat Nhuj. Kmalu po zajetju so oba na mestu ustrelili. Po udaru je nadzor nad državo prevzela vojska, ta je sestavila vlado, ki pa ni bila dosti močna, zato je temu sledilo več državnih udarov, dokler leta 1967 nadzor nad državo ni prevzel general Nguyena Van Thieuna.

### Vojna se razširi
Do nepričakovane zamenjave oblasti je prišlo tudi v ZDA, po atentatu na Kennedya 22. novembra 1963, predsedniški položaj prevzame Lyndon B. Johnson. Ta sprva vietnamskemu konfliktu ni posvečal velike pozornost, saj je bil mnenja, da je doma dosti več problemov, ki jih je treba rešiti. Nato pa je nenadoma prišlo do preobrata. Namesto da bi do konca leta izpeljal Kennedyev načrt o umiku 1000 vojakov iz Vietnama, je njihovo število v imenu boja proti komunizmu nameraval celo povečati.
Do prvega večjega incidenta med severnovietnamsko vojsko in vojsko ZDA je prišlo 2. avgusta 1964 v zalivu Tonkin. Med ameriškim izvidništvom ob severnovietnamski obali je ameriško ladjo USS Meddox napadla skupina severnovietnamskih patruljnih čolnov. Spopad se je končal brez večje škode. Do podobnega spopada je prišlo dva dni pozneje na istem območju, le da se je ta končal z ameriškim povračilnim letalskim napadom. Čeprav sta bila spopada z vidika celotne vojne nepomembna, sta predstavljala ključno prelomnico v vojni. Ameriški kongres je namreč zaradi spopadov predsedniku ZDA podelil moč, da uporabi vojaške sile, ne da bi mu bilo treba predhodno napovedati vojne.
Od takrat naprej se je število ameriških vojakov neprestano povečevalo. Leta 1964 jih je bilo v južnem Vietnamu že 16.500. Naraščalo pa je tudi število pripadnikov Viet Conga. Leta 1959 je imela ta organizacija okoli 5000 pripadnikov, pet let pozneje pa kar neverjetnih milijon pripadnikov.
Sprva so bili spopadi med ameriškimi vojaki in Viet Congom redki, s povečevanjem njihovega števila pa so postajali ti vedno bolj pogosti. Do prvega večjega spopada je prišlo 2. marca 1965 v napadu na ameriško oporišče pri Pleiku, v katerem je umrlo 9 ameriških vojakov. Američani so na to odgovorili z bombardiranjem Severnega Vietnama in to ravno v času, ko je bila tam na obisku pomembna sovjetska politična delegacija. Med marcem 1965 in novembrom 1968 so Američani na Severni Vietnam odvrgli več kot milijon ton raket in bomb. Neprestano je bila na udaru tudi Ho Ši Minhova pot, ki je deloma potekala tudi čez Laos in Kambodžo. Bombardiranja nanjo niso imela velikega vpliva, saj je pot potekala čez gozdove in polja izven ustaljenih komunikacij, tako da se je potek poti po potrebi kadarkoli spremenil.

### ZDA prevzamejo nadzor
Ker južnovietnamska vojska ni mogla zagotavljati varnosti ameriških letalskih baz, so ZDA 8. marca 1965 v Južni Vietnam napotile 3500 ameriških marincev, s čimer je vojna prišla na popolnoma novo raven. Čeprav je bila vloga ameriških vojakov le obrambna, se je njihovo število do decembra povečalo na skoraj 200.000. Preobrat v ameriški strategiji je predstavljala bitka za Binh Gia in Đong Xoai, v katerih je Viet Cong porazil južnovietnamsko vojsko kljub izdatni ameriški letalski podpori. Bitki sta bili zanimivi predvsem zato, ker je Viet Cong namesto taktike t. i. udari in zbeži uporabil klasično vojaško taktiko, kar je kazalo na to, da se je moč in oborožitev Viet Conga v kratkem času izredno povečala, s tem pa je ta postajal vedno bolj drzen. Izjemno odmevna je postala tudi bitka pri La Drangu, v kateri se je prvič zgodilo, da so se ameriški vojaki spopadli z večjo enoto redne severnovietnamske vojske.
Ker je vojna neprestano eskalirala, južnovietnamska vojska novim razmeram ni bila več kos, zato je nadzor nad dogajanjem prevzela ameriška vojska. Da bi ta do konca leta 1967 dosegla zmago, je general William Westmoreland, poveljnik ameriških čet v Vietnamu, predstavil načrt v treh točkah:
- 1. obveza ameriške vojske in zaveznikov, da bodo do konca leta 1965 nehali izgubljati vojno;
- 2. začetek velikih ofenziv, ki bodo porazile upornike in jih pregnale iz večjih naselij;
- 3. po koncu druge faze bodo sledile operacije za uničenje nasprotnika v oddaljenih in težko dostopnih krajih.

Za pomoč pri izvajanju bojnih operacij so ZDA zaprosile tudi svoje zaveznike. Na njihovo prošnjo so se odzvale: Avstralija, Južna Koreja, Tajska in Filipini. Kanada in Združeno kraljestvo pa sta prošnjo zavrnila. Med letoma 1965 in 1968 so tako Američani skupaj s svojimi zavezniki izvedli številne kompleksne vojaške operacije, ki pa niso prinesle želenega uspeha, saj se je nasprotnik neprestano skrival v neprehodnih hribovjih in gozdovih in se nenehno izogibal večjim spopadom.

## Ofenziva Tet
31. januarja 1968 so sile severnega Vietnama in pripadniki Viet Conga v Južnem Vietnamu začele obsežne vojaške operacije proti vojski južnega Vietnama, ameriški vojski in njenim zaveznikom. Namen operacij je bil uničiti vojaške postojanke ter med civilisti zanetiti upor ki bi pregnal Američane. Američani o prihajajoči ofenzivi niso vedeli kaj dosti kar je bil za njih hud udarec saj nanjo sploh niso bili pripravljeni. Glavni napad se je začel zgodaj zjutraj na praznični dan 31. januarja, na prvi dan novega leta po vietnamskem lunarnem koledarju. Osemdeset tisoč pripadnikov severnega Vietnama in komunistov je napadlo več kot 100 mest in 72 okrajev. Dan prej so udarili po ameriških in južno vietnamskih vojaških oporiščih v Nhe Trangu, Ban Me Thuotu, Kontumu, Hoi Anu, Tuy Hoau, Đà Nẵngu, Qui Nhonu in Pleiku. Vsi napadi so potekali na enak način; napad se je začel z minometnim napadom kateremu je nato sledil še pehotni napad pripadnikov Viet Conga s podporo redne vojske severnega Vietnama. Napadalce so dostikrat vodili lokalni vodiči. Napadi po državi niso bili koordinirani kar se je izkazalo kot velika slabost, zato so Američani in njihovi zavezniki do konca dneva odbili večino napadov.
Napad na Saigon, Hue, Phu Bai, Cholon, Gin Dinh ter ostala mesta se je začel v zgodnjih jutranjih urah 31. januarja. Najbolj sta bila na udaru Saigon in Hue. V Saigonu so bili napadeni: letalska baza Tan Son Nhut, predsedniška palača, mornariško poveljstvo, nacionalni radio in ameriška ambasada. Najbolj dramatičen je bil napad na ameriško ambasado v katero so si napadalci vtrli pot z razstrelivom, nato pa so streljali vse povprek, do devete ure zjutraj so bili vsi napadalci mrtvi ali pa zajeti. Napadenih je bilo tudi več policijskih postaj in vojaških postojank po vsem mestu. Po mestu so začeli krožiti eksekucijski oddelki Viet Conga, ki so lovili in morili vse, ki so bili kakor koli povezani z južno vietnamsko politiko in vojsko. 1. februarja je general Nguyen Ngoc Loan na ulici pred kamerami javno ustrelil častnika Viet Conga, pri čemer je nastala znamenita slika, ki je kasneje postala simbol vietnamske vojne. Med spopadi je Viet Cong zasedel več mestnih četrti, v katerih so nato izbruhnili ostri spopadi, ki so dostikrat potekali od hiše do hiše. Boji za Saigon so se končali 7. marca 1968.
Na dan ofenzive se je začel napad tudi na pred kolonialno mesto Hue. Komunistične sile so že prvi dan ofenzive z 7.500 vojaki dobesedno preplavile obrambne položaja južno vietnamske vojne. Ker vojska južnega Vietnama ni več obvladovala razmer so ji na pomoč priskočile ameriške čete iz osem kilometrov oddaljenega Pha Baina. Po prihodi ameriških okrepitev so se začeli 25 dnevni krvavi spopadi za vsako hišo in ulico. Ker je bilo mesto spomeniško zaščiteno Američani sprva niso uporabljali težkega orožja, ko pa so postali boji vedno bolj krvavi so posegli tudi po težkem topništvu in tankih, ki so mesto popolnoma uničili. Med boji je umrlo 216 ameriških vojakov 1609 pa je bilo ranjenih. Trpelo je tudi civilno prebivalstvo, med kratkotrajno okupacijo je Viet Cong v mest in okolici postrelil preko 2800 civilistov, ki se tako ali drugače niso skladali s komunističnimi ideologijo.
Med ofenzivo so bile oči javnosti usmerjene tudi v ameriško bazo Khe Sanh na skrajnem severu južnega Vietnama. Bazo so sicer napadli že deset dni pred začetkom same ofenzive, zato je napad nanjo predstavljal nekakšen uvod v ofenzivo Tet. Baza se je že kmalu po prvih bojih v okoliških hribih postala obkoljena tako, da je jo je bilo možno oskrbovati le preko zraka. Da se ne bi ponovil francoski Dien Bien Phu so Američani bazi med bojem neprestano nudili močno letalsko podporo. Ta ni kaj dosti pomagala saj je sovražnik vsak dan na bazo izstrelil več kot 1.000 granat in raket. Boji za bazo so se zaključili 8. aprila.
Ofenziva se je zaključila 30. avgusta 1968 in je imela močan vpliv na vse vpletene strani. Severni Vietnam je med ofenzivo izgubil neverjetnih 111.179 vojakov, vzrok za to naj bi bila slaba koordinacija, napačna strategija in podcenjevanje nasprotnika. Vendar bitka kljub visokim izgubam zanje ni bila izgubljena saj so dosegli, da so se Američani iz podeželja umaknili v mesta, s čimer so dobili več manevrskega prostora in večjo podporo lokalnega prebivalstva. Velik problem so zanje predstavljale izgube v ljudeh, še posebej v poveljstvu Viet Conga, ki so jih morali nadomestiti s pripadniki redne vojske Severnega Vietnama. Čeprav je bil Južni Vietnam na zmagovalni strani je ofenziva pokazala vse njegove slabosti. Nad dogajanjem v državi so bile ljudje zgroženi in nemočni zato po ofenzivi vladi niso več zaupali, kar je pripeljalo do politične krize. Nič bolje ni kazalo v ZDA. Z ofenzivo so ameriške izgube skokovito narasle na 16.500 mrtvih vojakov. Zato so Američani začeli vedno bolj dvomiti v smiselnost vojne. Podpora vojni se je še dodatno zmanjšala, ko so februarja v vojsko vpoklicali 48.000 novih rezervistov.

## Vietnamizacija
Sredi januarja je v ZDA na predsedniški stol sedel Richard Nixon, ki si je zadal končati vietnamsko vojno. To je žele doseči s t. i. politiko Vietnamizacije v kateri naj bi ključno vlogo v boju poti komunistom v Južnem Vietnamu prevzeli sami Vietnamci, Američani pa naj bi od tam postopoma umaknili svoje enote. V skladu s to politiko so sledila tudi politična pogajanja med ZDA, Sovjetsko zvezo in Kitajsko, ki so zmanjšala politično napetost niso pa ustavila dotoka orožja v Severni Vietnam. Medtem so v ZDA začela nastajati različna protivojna gibanja, ki so zahtevala končanje nesmiselne vojne. Protivojno razpoloženje se je še okrepilo, ko so v javnost pricurljali podatki o poboju v vasi My Lai v katerega so bili vpleteni ameriški vojaki in afera Zelenih baretk. Vlada je tudi neprestano zavajala javnost o mrtvih nasprotnih vojakih, kasneje se je izkazalo, da je več kot polovica žrtev navadnih civilistov.
Da bi Američani zmanjšali izgube so konec leta 1969 in v začetku leta 1970 umaknili svoje vojake iz najbolj nevarnih območij, tako so dosegli, da so se njihove izgube v letu 1970 prepolovile. Med vojno se je kot izjemno velik problem izkazala Kambodža. Država je bila sicer od leta 1955 nevtralna, vendar se je v njej, še posebej v vzhodnem delu, skrivalo veliko pripadnikov Viet Conga, čez njeno ozemlje pa je potekala tudi zloglasna Ho Ši Minhova pot, ki je oskrbovala celoten Viet Cong v Južnem Vietnamu. Ob vsaki večji ameriški operaciji so se ti umaknili v Kambodžo in se tako izognili uničenju. Da bi Američani odpravili to grožnjo so med marcem 1969 in majem 1970 v vzhodnem delu Kambodže naskrivaj izvedli operacijo Menu v kateri so bombardirali položaje Viet Cong in Ho Ši Minhovo pot. Operacija je bila neuspešna saj številna bombardiranja gozdnatih in hribovitih območij niso prinesla želenega učinka. Februarja 1971 so se bombne operacije razširile tudi na Laos kjer pa prav tako niso imele želenega učinka. Kot velik polom se je izkazala operacija Lam Son 719, v kateri je 20.000 glava južno vietnamska vojska padla v zasedo Viet Conga, njen umik se je spremenil v paničen beg v katerem so morali posredovati Američani.

## Američani se počasi umikajo
Leta 1971 so se iz Vietnama začeli umikati Avstralci in Novozelandci. Tem so sledili Američani, ki so si zadali nalogo, da do februarja iz Vietnama umaknejo 45.000 vojakov. Umik vojakov so nekoliko pospešili številni protivojni protesti in nenaklonjenost javnosti do nadaljevanja vojne. Konec marca 1972 sta severnovietnamska vojska in Viet Cong sprožila t. i. velikonočno ofenzivo, v kateri sta želela s sočasnim napadom iz Severnega Vietnama, Kambodže in Laosa Južni Vietnam presekati na dva dela ter ga tako oslabiti. Ofenziva je potekala na klasičen način z napredovanjem pehote in tankov ob podpori močnega topništva in letalstva. Čeprav so Američani za ofenzivo vedeli, jih je ta presenetila, saj niso pričakovali napada iz treh smeri hkrati. Boji so se končali 22. oktobra 1972 z Ameriško zmago, vendar ne popolno, saj je Severni Vietnam zasedel dele ozemlja Južnega Vietnama in oslabil južno vietnamsko vojsko ter si tako zagotovil boljše pogajalske možnosti na pariški mirovni konferenci.
Konec leta 1972 so se v ZDA začele predsedniške volitve, na katerih je bila glavna tema vojna v Vietnamu. Nezadovoljstvo med ljudmi je naraščalo, zato so politiki tako v ZDA kot Vietnamu obljubljali mir in končanje vojne. Vendar pa v realnosti vojni še kar ni bilo videti konca kljub intenzivnim tajnim pogajanjem med vsemi tremi vpletenimi stranmi. Da bi ZDA pospešile mirovna pogajanja v Parizu in izsilile prekinitev ognja, so decembra 1972 izvedle masovno bombardiranje Hanoja in Hải Phònga. Po desetdnevnem bombardiranju je bilo severnovietnamsko gospodarstvo popolnoma uničeno. 27. januarja 1973 so vse tri strani v Parizu podpisale mirovno pogodbo, ki naj bi končala vojno. V skladu z mirovno pogodbo sta obe strani prenehali izvajati bojne operacije, izpuščeni pa so bili tudi številni vojni ujetniki. Pogodba je zahtevala tudi umik ameriških čet (ta del pogodbe je bil edini, ki je bil v celoti izpolnjen).

## Vojna se bliža koncu
Mir ni trajal dolgo. Severni Vietnam je v njem videl le sredstvo za dosego končne zmage. Ko je začelo veljati premirje, je ta nemudoma začel pripravljati nove bojne operacije za leti 1975 in 1976. Viet Cong pa je boj nadaljeval kljub sklenjenemu miru. Tudi ZDA so prelomile obljubo o koncu vojne, saj so začele groziti, da bodo posredovale, če bo Severni Vietnam ponovno napadel, kasneje se je izkazalo, da so bile grožnje prazne. Dokončno je počilo januarja 1974, ko je Viet Cong v zasedi ubil 55 južnovietnamskih vojakov. Vojna med državama je bila spet tam, kjer se je januarja 1973 končala, vendar z eno veliko razliko: Američani so se umikali in se zato niso želeli več spuščati v nove spopade.
Odstop predsednika Nixona, 9. avgusta 1974 zaradi afere Watergate je odhod ameriških vojakov iz Vietnama še dodatno pospešil, izpraznjeno predsedniško mesto pa je prevzel Gerald Ford, ki si je zadal enkrat za vselej končati vojno. To se je poznalo tudi po finančni plati, ameriški kongres je Južnemu Vietnamu namesto 1 milijarde dolarjev pomoči dodelil le 700 milijonov dolarjev. To pa je močno vplivalo na južnovietnamsko gospodarstvo in vojsko, ki je poleg denarja ostala tudi brez izdatne vojaške pomoči ZDA. Velik negativni učinek na južnovietnamsko gospodarstvo in vojsko je imel tudi arabski naftni embargo, zaradi katerega so se cene goriv dvignile do neba. Vojska Južnega Vietnama tako ni imela dosti denarja, da bi kupovala gorivo za nadaljevanje vojne. 
Decembra je severnovietnamska vojska napadla cesto 14 (Route 14) in mesto Phuoc Binh. Mesto je po enomesečnem boju padlo 6. januarja 1975, pri tem se je prvič zgodilo, da Američani južnovietnamski vojski niso več pomagali. To je opogumilo Severni Vietnam, da je začel načrtovati nove operacije. 10. marca je sever sprožil operacijo 275, v kateri je nameraval zasesti mesto Buon Ma Thuot, preko katerega bi lahko nato nadaljeval z napadom na mesto Pleiku in obalno cesto, ki je vodila na jug Južnega Vietnama. Nad uspehom operacije, ki je bila sicer omejenega obsega, je bil sever še kako presenečen, saj je južnovietnamska vojska čez noč razpadla, njen umik pa se je spremenil v panični beg. 31. marca je padlo mesto Hue, dan prej pa mesto Đà Nẵng, steber obrambe v osrednjem Južnem Vietnamu.
7. marca je sever napadel Xuan Loc, mesto 64 km od Saigona. Južnovietnamska vojska se je napadom upirala dva izredno krvava tedna, nato pa je dobila ukaz, naj se umakne proti Saigonu. Južni Vietnam se je znašel na robu obstanka. 21. aprila je odstopil južnovietnamski predsednik Thieu, v odstopni izjavi je izjavil, da so za propad Južnega Vietnama krive ZDA in da so ga prisilile v podpis škodljive pariške mirovne pogodbe. Njegovo mesto je prevzel Tran Van Huong, ki pa tako ali tako ni mogel spremeniti toka dogodkov, saj je država pokala po vseh šivih. Dva dneva pozneje je ameriški predsednik imel govor, v katerem je uradno razglasil konce vietnamske vojne. Medtem so severnovietnamski tanki prišli do Bien Hoa, s čimer so odrezali umik vojske Južnega Vietnama, ki se je umikala iz severa države. Do konca aprila je vojska Južnega Vietnama popolnoma razpadla. Severnovitnamski tanki in oklepniki so konec aprila že prišli v predmestje Saigona, 28. aprila se je ameriška letalska baza v Sajgonu znašla pod topniškim ognjem, zato so bili vsi leti prekinjeni in evakuacija je bila možno le še s helikopterji.

## Padec Saigona in konec vojne
V Saigonu, glavnem mestu Južnega Vietnama, sta medtem zavladala panika in kaos. Vlada je razglasila izredne razmere, nadzor nad dogajanjem v mestu je prevzela vojska. 29. aprila je ameriška vojska sprožila operacijo Frequent Wind, evakuacijo ameriških državljanov, vietnamskih sodelavcev in njihovih družin iz Južnega Vietnama. Operacija naj bi potekala na skrivaj, o njej pa naj bi bili obveščeni le tisti, ki naj bi bili evakuirani, znak za evakuacijo je bila pesem White Christmas. Kljub varnostnim ukrepom se je novica o evakuaciji razširila, zato se je na evakuacijskih točkah zbrala nepregledna skupine ljudi, ki je želela zapustiti državo, posredovati so morali ameriški marinci. Operacija se je zaključila 30. aprila ob 7.53, ko je z ameriške ambasade odletel zadnji helikopter. V dvodnevni operaciji so helikopterji CH-53, CH-46 in UH-1 na ameriško ladjevje, zasidrano pred Saigonom, pripeljali več kot 6.000 Američanov in Vietnamcev.
Tridesetega aprila 1975 je severnovietnamska vojska izvedla svojo zadnjo ofenzivo. Enote Severnega Vietnama so ob podpori tankov in topništva iz predmestja Saigona začele prodirati v njegov center. Odpor južnovietnamske vojske je bil minimalen in nepovezan. Ob 10.24 je predsednik Južnega Vietnama Duong Van Minh razglasil predajo in severnovietnamsko vojsko prosil za ustavitev sovražnosti. Ta ga ni poslušala. Nekaj čez enajsto uro zjutraj so pred predsedniško plačo pripeljali prvi severnovietnamski tanki. Predsednik je bil aretiran in ob 11.30 je na predsedniški palači že visela severnovietnamska zastava. Ob 15.30 je Van Minh preko radia razglasil končanje sovražnosti in konec države Južni Vietnam. Vietnamske vojne, ki je trajala 19 let in 180 dni, je bilo dokončno konec.

## Dogodki po vojni
Padec Saigona in Južnega Vietnama je v jugovzhodni Aziji povzročil velike politične in gospodarske spremembe. Sredi aprila 1975 so v Kambodži oblast prevzeli Rdeči Kmeri, ki so v naslednjih štirih letih pobili več milijonov ljudi. Njihova vladavina se je končala šele leta 1979 ko je Vietnam napadel Kambodžo. Z dogodki v Kambodži so bile povezane tudi zadnje ameriške vojaške operacije na tem področju. 20. maja 1975 je prišlo do t. i. incidenta Mayaguez, v katerem so Rdeči Kmeri zajeli posadko ameriške ladje SS Mayaguez. Ameriški marinci so posadko poizkušali osvoboditi s helikopterskim desantom. Operacija je spodletela, saj so marinci padli v zasedo, sledila je hitra evakuacija, med katero so Američani za seboj pustili tri svoje vojake. Vojake so kasneje ujeli Kmeri, kaj se je po tem dogodku zgodilo z njimi, nihče prav dobo ne ve, po vsej verjetnosti so jih izginili na t. i. poljih smrti. Njihova imena so vpisana kot zadnja na spomeniku padlih ameriških vojakov v Vietnamu, kar incident Mayaguez uvršča med zadnjo bitko vietnamske vojne.
Čeprav ZDA vietnamske vojne uradno niso nikoli izgubile, iz nje so se le umaknile, so bile njene posledice na ameriško politiko in vojsko še kako vidne. Iz nje so se naučili, da je pred vojaškim posredovanjem v neki državi treba temeljito preučiti več različnih dejavnikov. Trpela je tudi politika, ki je bila večinoma vezana na javno mnenje. Na začetku vojne je ameriško prebivalstvo vojno podpiralo, takrat je bilo žrtev malo, ko pa je število žrtev začelo naraščati in se je začel povečevati vpoklic, se je javno mnenje nenadoma spremenilo. Ljudje so začeli vedno bolj nasprotovati vojni, državo so začeli pretresati protivojni protesti. Vse to je politike spodbudilo, da so iz Vietnama začeli počasi umikati vojake ter si s tem rešili politični položaj in podporo ljudi.
Spomin na vietnamsko vojno je v ZDA in po ostalem svetu še dolgo ostal živ. Prav zaradi teh spominov so se ZDA med hladno vojno izogibale večjim vojaškim posredovanjem in konfliktom. Spomini na vojno so začeli bledeti šele po 11. septembru, ko so se ZDA zapletle v protiteroristično vojno v Afganistanu, dve leti pozneje pa še v vojno za nafto v Iraku. Prav dogajanje v Afganistanu je močno spominjalo na dogajanje v Vietnamu konec šestdesetih let dvajsetega stoletja.

## Vojaški vidik vojne
Vietnamska vojna je bila prva sodobna vojna, v kateri je ena stran (Việt Minh, nato Viet Cong) izvajala izključno gverilsko bojevanje. Tako ni bilo ustaljene frontne črte. Gverilce je bilo težko najti v džungli, saj so bili lahko opremljeni in imeli zelo razširjeno mrežo tunelov, v katero so se lahko skrili; te mreže pa Američanom kljub silovitemu bombardiranju ni uspelo popolnoma uničiti.
Zaradi tega so Američani razvili koncept zračne konjenice (po zgledu alžirske osamosvojitvene vojne). Uporabljali so tudi razne bojne strupe in zažigalna sredstva za uničevanje džungle.
Vietnamska vojna je pokazala, da so tudi velesile lahko ranljive in da izurjenost ter tehnološka premoč nista nujno dovolj za uspeh.
Poraz je ZDA drago stal. Poleg človeških žrtev in množice ranjenih oz. pohabljenih je škodo utrpelo tudi ameriško gospodarstvo, omajan pa je bil tudi ugled ZDA v svetu. Nekaj ugleda so pridobili šele po zalivski vojni.

## Žrtve in škoda
ZDA so v letih 1965 do 1975 neposredno za vojno porabile 111 milijard dolarjev, poleg tega pa v obdobju od 1953 do 1974 še 16,138 milijarde dolarjev za vojaško pomoč in 7,315 milijarde dolarjev za gospodarsko pomoč Južnemu Vietnamu, kar bi preračunano na fiskalno leto 2015 skupaj znašalo 1,02 bilijona dolarjev. To je v državni blagajni povzročilo velik primanjkljaj. V Vietnamu je služilo in se bojevalo več kot 3 milijone ameriških vojakov, 58.220 jih vojne ni preživelo, 150.00 je bilo ranjenih, 21.000 pa jih je postalo trajnih invalidov. Čeprav točno število še danes ni znano, je po nekaterih podatkih pogrešanih ostalo 1.350 ameriških vojakov, 1.200 pa jih je umrlo in njihovih trupel nikoli niso našli. Po nekaterih podatkih je bila povprečna starost padlih 21 let, 86,3 % je bilo belih in 12,5 % je bilo črncev in pripadnikov drugih ras. Po vojni je 830.000 vojakov zbolelo z različnimi psihičnimi motnjami. Po ocenah se je z begom vpoklicu izognilo 125.000 Američanov, 50.000 pa jih je dezertiralo.
Južno vietnamska vojska je imela med spopadi 220.357 mrtvih in 1.170.000 ranjenih. Najhujše izgube v vojni je utrpel Severni Vietnam. Od leta 1955 do 1975 je v različnih bojnih operacijah izgubil kar 1.176.000 rednih vojakov in pripadnikov Viet Conga, 600.000 pa jih je bilo ranjenih. Izgube pa niso bile le vojaške. Najbolj je trpelo civilno prebivalstvo, tekom vojne je umrlo več kot dva milijona Vietnamcev. Tem pa lahko prištejemo še do 300.000 mrtvih civilistov iz Kambodže in do 200.000 mrtvih civilistov iz Laosa. Uničene so bile številne vasi in mesta tako v južnem kot severnem Vietnamu.
Kako totalna je bila vojna, je moč sklepati tudi po porabi orožja. Med vojno so Američani na Vietnam odvrgli kar neverjetnih 6.727.084 ton bomb, kar je več kot v obeh svetovnih vojnah skupaj. Uporabljalo pa se ni le konvencionalno orožje. Da bi Američani odkrili sovražnikove premike so nad pragozdom v Vietnamu, Laosu in Kambodži razpršili več tisoč litrov različnih kemičnih snovi, ki so povzročile, da je drevesom odpadlo listje. Podobno tehniko so uporabljali pri uničevanju kmetijskih pridelkov, da ti nebi prišli v roke sovražnika in mu tako omogočili obstanek. S pršenjem kemikalij v zrak, jim je uspelo spreminjati tudi vreme, tako so npr. krajšali sušna obdobja med katerimi je bil sovražnik najbolj aktiven. Vse te kemikalije pa niso imele vpliv le na rastline ampak tudi na ljudi, tako da so ti obolevali še leta po koncu vojne.